# Tomasz Leśniak (kucharz)
Tomasz Leśniak (ur. 30 listopada 1981 w Krakowie) – polski kucharz i restaurator, szef kuchni piłkarskiej reprezentacji Polski od 2006.

## Życiorys
W latach 2004–2015 szef kuchni i dyrektor kulinarny Hotelu Sheraton w Krakowie. Od 2006 również szef kuchni piłkarskiej reprezentacji Polski. Rozgłos uzyskał w trakcie trwania Mistrzostw Świata 2006 rozgrywanych w Niemczech, kiedy 2 dni po przegranym meczu Polaków z Ekwadorem pojawił się na konferencji prasowej wraz z prezesem PZPN-u, Michałem Listkiewiczem i wiceprezesem ds. szkoleniowych Antonim Piechniczkiem, zamiast spodziewanych przez dziennikarzy selekcjonera Pawła Janasa i piłkarzy. Sytuację tę wspomina m.in. zespół Superpuder w piosence „Co zrobił Janas?”, podsumowującej występ polskiej drużyny na mundialu.
W 2016 wraz z Januszem Basałajem wydał książkę „Biało-czerwoni na talerzu”, ukazującą się nakładem wydawnictwa Ringier Axel Springer Polska.